# Скотт, Келли
Ке́лли Линн Скотт (англ. Kelly Lynn Scott; урождённая Ке́лли Линн Макке́нзи, англ. Kelly Lynn Mackenzie; род. 1 июня 1977, Виннипег) — канадская кёрлингистка, чемпион мира.
Играет на позиции четвёртого. Скип команды. Первая из скипов-женщин, ставшая чемпионом мира и среди юниоров, и среди взрослых.

## Достижения
- Чемпионат мира по кёрлингу среди женщин: золото (2007), бронза (2006).
- Чемпионат Канады по кёрлингу среди женщин: золото (2006, 2007), серебро (2012), бронза (2005, 2013).
- Чемпионат мира по кёрлингу среди юниоров: золото (1995).
- Чемпионат Канады по кёрлингу среди юниоров: золото (1995), серебро (1991).

## Команды
| Сезон   | Четвёртый      | Третий           | Второй         | Первый          | Запасной                         | Турниры                                           |
| ------- | -------------- | ---------------- | -------------- | --------------- | -------------------------------- | ------------------------------------------------- |
| 1990—91 | Джилл Стауб    | Дженнифер Джонс  | Kristie Moroz  | Келли Маккензи  |                                  | ЧКЮ 1991                                          |
| 1994—95 | Келли Маккензи | Joanne Fillion   | Саша Бергнер   | Carlene Muth    | Cara Walz (ЧМЮ)                  | ЧКЮ 1995 · ЧМЮ 1995                               |
| 2002—03 | Келли Скотт    | Джина Шредер     | Саша Бергнер   | Рене Симмонс    |                                  | КК 2003 (4 место)                                 |
| 2003—04 | Келли Скотт    | Джина Шредер     | Саша Бергнер   | Рене Симмонс    |                                  | КК 2004                                           |
| 2004—05 | Келли Скотт    | Мишель Аллен     | Саша Картер    | Рене Симмонс    | Шерил Нобл тренер: Джерри Ричард | ЧК 2005                                           |
| 2005—06 | Келли Скотт    | Джина Шредер     | Саша Картер    | Рене Симмонс    | Мишель Аллен                     | КООК 2005 · КК 2006 (5 место) · ЧК 2006 · ЧМ 2006 |
| 2006—07 | Келли Скотт    | Джина Шредер     | Саша Картер    | Рене Симмонс    | Мишель Аллен                     | ККК 2006 · ЧК 2007 · ЧМ 2007                      |
| 2007—08 | Келли Скотт    | Джина Шредер     | Саша Картер    | Рене Симмонс    | Мишель Аллен                     | ККК 2007 · ЧК 2008 (8 место) · КК 2008            |
| 2008—09 | Келли Скотт    | Джина Шредер     | Саша Картер    | Рене Симмонс    | Мишель Аллен                     | КК 2009 (7 место)                                 |
| 2009—10 | Келли Скотт    | Джина Шредер     | Саша Картер    | Джеки Армстронг | Шеннон Алексик                   | КООК 2009 (8 место) ЧК 2010 (4 место)             |
| 2010—11 | Келли Скотт    | Джина Шредер     | Саша Картер    | Джеки Армстронг | Шеннон Алексик                   | КК 2010 (9 место) ЧК 2011 (5 место)               |
| 2011—12 | Келли Скотт    | Дайлин Сивертсон | Саша Картер    | Джеки Армстронг | Джина Шредер                     | ЧК 2012                                           |
| 2012—13 | Келли Скотт    | Джина Шредер     | Саша Картер    | Сара Уозни      | Джеки Армстронг                  | ЧК 2013                                           |
| 2013—14 | Келли Скотт    | Джина Шредер     | Саша Картер    | Сара Уозни      |                                  |                                                   |
| 2014—15 | Келли Скотт    | Шеннон Алексик   | Karla Thompson | Сара Пайк       |                                  |                                                   |
| 2015—16 | Келли Скотт    | Шеннон Алексик   | Дженна Лодер   | Сара Пайк       |                                  |                                                   |

(скипы выделены полужирным шрифтом)

## Частная жизнь
Работает с финансами (англ. Accounting) в компании Nutri-Lawn , совладельцем которой является и которую основали её родители .
Замужем (2006). Муж Чед Скотт (англ. Chad Scott), вместе с Келли совладелец Nutri-Lawn. Сын Нэш (англ. Nash, род. 2008).
Проживает в городе Келоуна (Британская Колумбия, Канада).